# Rue Pasteur (Nancy)
Pour les articles homonymes, voir rue Pasteur.
La rue Pasteur est une voie située au sein de la commune de Nancy, au sein du département de Meurthe-et-Moselle, en région Lorraine.

## Situation et accès
La rue Pasteur, d'une direction générale ouest-est, est située à proximité du parc Sainte-Marie, au sud-ouest du ban communal de la ville de Nancy, au sein du quartier Mon Désert - Jeanne d'Arc - Saurupt - Clemenceau.
Elle débute à son extrémité occidentale rue du Sergent-Blandan, croise approximativement en son milieu la rue Dupont-des-Loges, et aboutit rue de Graffigny. La voie est parallèle à la rue de Mon-Désert. Les parcelles bordant la voie sont numérotées de 1 à 87.
La chaussée routière est à sens unique ouest-est sur toute sa longueur, un stop marquant la fin de la rue à l'intersection avec la rue du Graffigny. La chaussée est bordée des deux côtés par des places de stationnement.
L'ouest de la rue Pasteur, au niveau de la place Paul-Painlevé, est desservi par les lignes de bus 6, 7 et 8 du réseau STAN, via la station « Painlevé ». La ligne 8 dessert également l’est de la rue, à l'arrêt « Dupont-des-Loges ».

## Origine du nom
Le nom de la rue fait référence à Louis Pasteur, scientifique français, chimiste et physicien inventeur de la vaccination contre la rage et les maladies charbonneuses.

## Historique
Cette rue est créée en 1895 par la municipalité, entre les rues de Graffigny et Sergent-Blandan en longeant le parc Sainte-Marie.
Elle prend sa dénomination le 31 août 1896.

## Bâtiments remarquables et lieux de mémoire

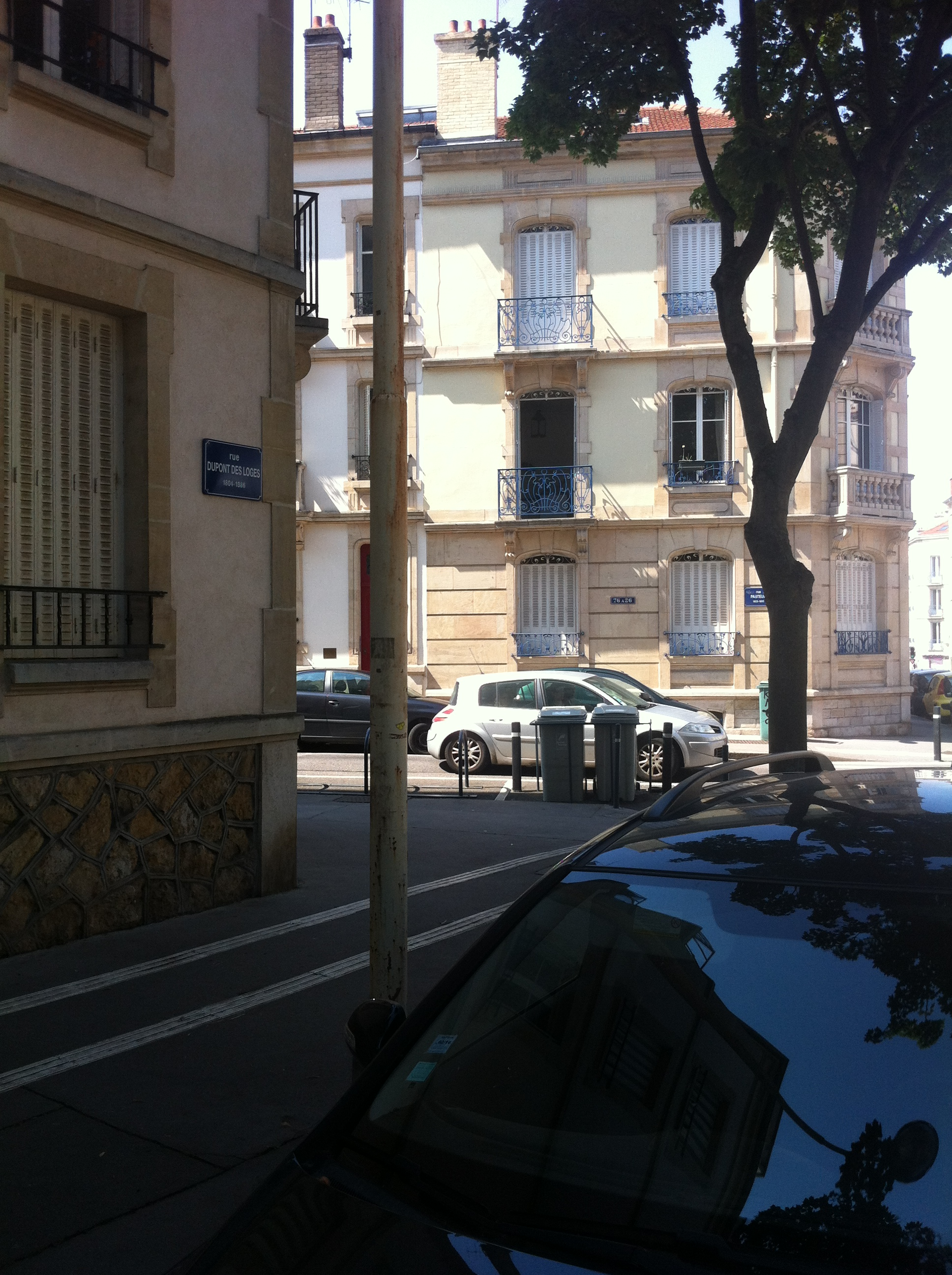
Carrefour des rues Dupont-des-Loges et Pasteur.

- école primaire Marcel-Leroy : entrée en angle partagée avec la rue de Graffigny.
- no 49-51 : Maison dite Villa Ambiel, puis Renaudin[2] demeure construite en 1902 par Lucien Bentz pour madame Georges Ambiel puis achetée en 1906 par le peintre Alfred Renaudin. De style École de Nancy[3], inscrite au titre des monuments historiques par arrêté du 11 mai 1981[4]
- no 41 : maison Eugène-Biet[5],[6],[7] : construite en 1907 par l'architecte Georges Biet
- impostes : on compte dans cette rue de nombreuses maisons comportant une imposte [8],[9]